# Georg Klump
Georg Martin Klump (* 30. April 1954 in Recklinghausen) ist ein deutscher Biologe und Professor für Zoologie an der Universität Oldenburg.
Er und seine Arbeitsgruppe untersuchen Mechanismen der Kommunikation und die damit zusammenhängenden in der Evolution entstandenen Anpassungen. Der Schwerpunkt seiner Arbeiten liegt in der Psychophysik des Gehörs. Die Arbeitsgruppe untersucht die Hörverarbeitung bei verschiedenen Vogelarten (Star, Kohlmeise, Schleiereule) und Säugern (Wüstenrennmaus und Mensch). Eines der Ziele ist es, zu verstehen, wie Eigenschaften der akustischen Umwelt zur Optimierung der Signalverarbeitung verwendet werden können. Damit arbeitet Klump an der Grundlagenforschung zu technischen (effiziente Störgeräuschunterdrückung, optimale Filter) und medizinischen Anwendungen (z. B. Verbesserung der Sprachverständlichkeit im Störgeräusch).
Ein Forschungsbereich sind auch die evolutionären Konsequenzen von Kommunikationsverhalten. Ein Schwerpunktthema stellt dabei die Frage, wie Tiere die Qualität eines Paarungspartners anhand seines Verhaltens beurteilen können. Dabei greift Klump auf ethologische Studien zurück und kombiniert diese mit molekularen Methoden (z. B. DNA-Fingerprinting) um Zusammenhänge zwischen dem Verhalten und der Fitness von Individuen aufzudecken. Die Arbeiten konzentrieren sich dabei zurzeit auf Webervögel und südafrikanische Würger (Stand 2012).

## Publikationen
- mit A. Klinge und R. Beutelmann: Effect of harmonicity on the detection of a signal in a complex masker and on spatial release from masking. In: PLOS ONE. 6(10), 2011, S. e26124.
- mit A. Feinkohl: Processing of transient signals in the visual system of the European starling (Sturnus vulgaris) and humans. In: Vision Res. 51, 2011, S. 21–25.
- mit K. B. Klink, H. Dierker und R. Beutelmann: Comodulation masking release determined in the mouse (Mus musculus) using a flanking-band paradigm. In: J Assoc Res Otolaryngol. 11, 2010, S. 79–88.